# Déva (film)
A Déva Szőcs Petra 2018-ban, magyar-olasz koprodukcióban forgatott első nagyjátékfilmje, amelynek világpremierje a 75. Velencei Nemzetközi Filmfesztivál Biennale College – Cinema programjában volt.

## Cselekmény
A romániai kisváros, Déva árvaházában nevelkedik Kató, a kamasz albínó kislány. A vadóc, különleges gyerek kirí a vele egykorúak közül: lendületes, harsány személyiség, akinek puszta jelenléte megkérdőjelezi környezetét. Új nevelőanyát szeretne magának. A nyári szünetben, egy óvatlan pillanatban áramütést szenved hajszárítás közben. Az esemény felforgatja az őt körülvevő világot. Az árvaházat villanyszerelők özönlik el, ő pedig összebarátkozik egy új önkéntessel, Bogival, akire imádattal néz fel. Amikor kiderül, hogy Bogi hamarosan el fog menni, elhatározza, hogy feláldoz egy régi önkéntest az újért. A film a gyermeki látásmód mágikus és szürreális dimenzióját bontja ki, és új színben láttatja Déva város posztszocialista világát.

## Szereplők
- Nagy Csengelle – Kató
- Komán Boglárka – Bogi
- Mohamed Fatma – Anna

A film gyerekszereplői a Dévai Szent Ferenc Alapítvány növendékei voltak.

## A film
A film történetét javarészt Szőcs Petra A kivégzés című kisfilmjének főszereplője, Moldován Katalin ihlette (innen a Kató név). Mivel a kislány időközben kinőtt a szerepből, helyét egy másik erdélyi albínó kislány, Nagy Csengelle vette át. A másik főszereplő, Komán Boglárka, Budapest VIII. kerületi Gyermekvédelmi Szakszolgálat hátrányos helyzetű gyermekekkel foglalkozó nevelőnője. A harmadik főszerepet a kolozsvári születésű színésznő, koreográfus, Mohamed Fatma játssza.
A Velencei biennálé 2012-ben indított, évente három kis költségvetésű film gyártását finanszírozó Biennale College – Cinema programja 2017-ben megvalósításra érdemesnek találta az akkor még Deva Mall ideiglenes címen futó filmtervet, amire 150 ezer eurós támogatást ítélt meg, azzal, hogy az elkészült alkotást bemutatják a következő évi biennálén. Szőcs Petra rendező-forgatókönyvíró e támogatása mellett elnyerte az Európa Tanács támogatási alapjának „a férfiak és nők közötti egyenlőség akcióterve keretében” odaítélt 7000 eurós Eurimages Residency Grant ösztöndíját is.
A film forgatási helyszínei Déván és Petrozsényben voltak.
A film világpremierje 2018. augusztus 31-én volt a velencei biennálé Biennale College Cinema szekciójában. 2018 novemberben beválogatták a 15. Sevillai Fesztivál Új hullámok (Las Nuevas Olas) szekciójába, 2019 januárjában pedig a 42. Göteborgi Nemzetközi Filmfesztivál Új hangok (New Voices) programjába. 2019 novemberében részt vett a kelet-európai filmek egyik legfontosabb fórumán, a németországi 29. Cottbus-i Filmfesztiválon, ahol „a kultúrák közötti megértésért” Dialóg-díjat kapott.
Magyarországi premierjére 2019. április 23-án került sor az 5. Magyar Filmhét versenyprogramjában. Erdélyben 2019. október 2-án mutatkozott be, a 19. Filmtettfeszt nyitófilmjeként. A magyar art-mozihálózatban november 28-tól vetítik.

## Fontosabb díjak és jelölések
- 2018 jelölés: Sevillai Európai Filmfesztivál (Új Hullám-díj a legjobb filmnek)
- 2019 díj: Cottbus-i Filmfesztivál (Dialóg-díj a kultúrák közötti megértésért)[13]